# Jean Emile de Bouillon Serisier
Jean Emile de Bouillon Serisier (ur. 1824 w Bordeaux, zm. 10 lutego 1880 w Paryżu) – francuski kupiec, współzałożyciel australijskiego miasta Dubbo.
Jean Emile de Bouillon Serisier, najmłodszy syn Louisa Alexandre'a de Bouillona Serisiera, urodził się w Bordeaux w bogatej kupieckiej rodzinie. W 1840 16-letni Jean Emile udał się na Kubę na ślub swojej siostry, następnie mieszkał tam trzy lata, pracując w rodzinnej firmie. W 1843 postanowił wrócić do Francji i wsiadł na płynący do Sydney statek. Tuż przed Sydney zachorował na zapalenie wyrostka robaczkowego i został tam wyokrętowany. Po dojściu do zdrowia postanowił pozostać na pewien czas w Australii i został zatrudniony przez Fesq & Despointes, agentów firmy należącej do jego ojca. Wraz ze swoim wspólnikiem, młodym Belgiem Nicholasem Hyeronimusem, postanowili rozszerzyć swoją działalność i wyruszyli w głąb kraju, uważając, że znajdą tam więcej możliwości zrobienia dobrego interesu.
Początkowo założyli sklep w Wellington, będącym wówczas najbardziej na zachód wysuniętym miastem kolonii, ale w 1847 postanowili ruszyć na północ, wzdłuż rzeki Macquarie. Początkowo zatrzymali się na farmie o nazwie Dubbo, należącej do Roberta Dulhunty'ego, gdzie chcieli założyć obsługujący tamtejszych farmerów i osadników sklep, ale zostali zmuszeni do jej opuszczenia przez Dulhunty'ego, który miał podobne plany i nie życzył sobie konkurencji. Opuściwszy farmę Dulhunty'ego, Serisier i Hyeronimus osiedlili się 10 km dalej, na terenie dzisiejszego Dubbo, na brzegach rzeki Macquarie. Serisier założył tam pub, a Hyeronimus – zajazd.
Osiedliwszy się bez pozwolenia i wykupu ziemi, Serisier i Hyeronumus byli skwaterami. Zdając sobie sprawę, że przebywają tam nielegalnie, wspierani przez innych osadników, wystąpili do rządu o oficjalne założenie nowej miejscowości. Pomimo gwałtownych sprzeciwów Delhunty'ego i wbrew negatywnej opinii rządowego geodety, rząd Nowej Południowej Walii 28 sierpnia 1849 uznał nową miejscowość, nadając jej nazwę Dubbo. Znakomicie położone miasto, leżące na skrzyżowaniu ważnych dróg handlowych, szybko się rozrosło
Od momentu powstania Dubbo Serisier był bardzo aktywnym działaczem samorządowym, od 1855 był poczmistrzem, cztery lata później zaczął pracować w komisji wyborczej, a w latach 1862-1872 był sędzią pokoju (magistrate) aktywnie działającym w całym dystrykcie. 1 marca 1858 poślubił Margaret Humphreys (1840-1914), z którą miał czterech synów. W 1873 Serisier sprzedał sklep i na swojej 4000-hektarowej posiadłości Emulga zasadził 16 ha winorośli. Produkowane przez Serisiera wina szybko zdobyły znaczną renomę.
W 1879 Serisier postanowił odwiedzić Francję, ale w czasie podróży do ojczyzny zachorował na ospę i zmarł w Paryżu 10 lutego 1880.